# Херцеговачки партизански одред
Херцеговачки народноослободилачки партизански одред био је јединица у саставу НОВЈ од октобра 1941. до фебруара 1942, и поново од 14. јуна до 10. августа 1942.

## Позадина
У јунском оружаном устанку српског народа 1941. настале су у источној Херцеговини чете народне војске и сеоске страже као специфични почетни облик војне организације устаника. Њих је сачињавало људство способно за борбу из једног села, или из збегова народа по планинама куда се склонио од усташког терора. Те устаничке формације биле су организационо неучвршћене и, углавном, оријентисане на одбрану села или збегова.
Већ у јулу Обласни војни штаб за Херцеговину (формиран по налогу КПЈ) почиње да ствара унутар устаничких формација мање герилске одреде, усмеравајући их на диверзије на комуникацијама и офанзивна дејства против непријатеља. Када су у Херцеговину стигла упутства о задацима партизанских одреда које је издао Главни Штаб НПОЈ 10. августа, убрзано се приступило стварању партизанских одреда и формирању среских штабова (у Невесињу, Билећи, Гацку, Требињу). Те јединице су 19. септембра 1941. реорганизоване у Херцеговачку бригаду НОП одреда, која је у почетку имала 2, а у октобру 3 батаљона.

## Борбени пут Одреда
Херцеговачки НОП одред формиран је у другој половини октобра 1941. преименовањем Херцеговачке бригаде НОП одреда у духу одлуке Саветовања у Столицама 26. септембра 1941. При формирању имао је три батаљона: Први (срез Невесиње), Други (Билећа и Столац) и Трећи (Требиње и Љубиње). Коњички батаљон, формиран у септембру, ушао је у састав Херцеговачког НОП одреда крајем 1941, јер је, у међувремену, био укључен у Босанско-херцеговачку бригаду НОП одреда. Почетком новембра Херцеговачки НОП одред се нагло омасовио. До краја године од 2. батаљона створени су батаљони Владимир Гаћиновић, Билећки, Ситнички и Столачки, а од Трећег-батаљони Неђо Чабриновић и Лука Вукаловић. Формирана су у Гатачком срезу још два батаљона: Гатачки и батаљон 6. јун, тако да је одред на крају 1941. имао 10 батаљона. У децембру је Одред извео неколико крупнијих акција, ставио под своју контролу већи део комуникација и изоловао непријатењеве гарнизоне у источној Херцеговини. Ради боље координације дејстава у источној Херцеговини и западном делу Црне Горе у Ластви је 4. јануара 1942. формиран Привремени оперативни штаб за Херцеговину (заједнички за Херцеговачки и Никшићки НОПО).

### Подела Одреда
Почетком фебруара 1942. формиран је Оперативни штаб за Херцеговину и партизанске јединице у Херцеговини подељене на два одреда: северно од линије Мостар-Невесиње-Гацко (срезови Гацко, Невесиње, Коњиц и источни део мостарског среза) припале су Севернохерцеговачком НОП одреду, док су јединице на територији јужно од те линије (срезови Билећа, Требиње, Столац и јужна Далмација) ушле у састав Јужнохерцеговачког НОПО. До краја априла 1942. на подручју сваког одреда формирана су по 4 ударна батаљона који су као покретне јединице дејствовали под непосредном командом Оперативног штаба. У састав Севернохерцеговачког НОПО ушли су батаљони: Невесињска пушка, Бишина, Коњички и Гатачки батаљон, а у Јужнохерцеговачки НОПО: Билећки, Столачки, Лука Вукаловић, Љубомир, Ситница и Шума (батаљони) и Неретванска чета, а у току априла и маја формирани су још Љубински теренски батаљон и 1. муслиманска чета Мустафа Голубић. Северни и делови Јужног одреда учествовали су средином априла 1942. у нападу на Борач (види). Почетком маја Јужни одред је извршио продор ка Неретви, до Чапљине и Метковића, и у Конавле, и потпуно паралисао непријатељев саобраћај на том подручју. За то време, Северни одред је водио успешне борбе против четника и италијанских и домобранских јединица у северној Херцеговини.

### Криза Одреда и друго формирање
Оба ова одреда су се у трећој непријатељској офанзиви брзо осули, чему су много допринеле политичке грешке (тзв. лева скретања) руководства НОП у Херцеговини, које су одбиле део народа и бораца. Од Севернохерцеговачког одреда остали су само Коњички батаљон и омладинска чета, па чак и у том батаљону дошло је до четничког пуча, када је погинуло 70 партизана. Ипак, Коњички батаљон се, уз стално вођење борби, одржао до избијања Групе пролетерских бригада са Врховним штабом НОВЈ на пругу Сарајево-Мостар (Поход у Босанску крајину). Од Јужнохерцеговачког одреда само се мањи број бораца пробио до Зеленгоре као и делови 1. и 2. ударног батаљона. Од тих снага формиран је 14. јуна 1942. у селу Сухој нови Херцеговачки НОП одред јачине 330 бораца, који је са Коњичким батаљоном, ушао у састав 10. херцеговачке бригаде формиране 10. августа у Шујици. Од преосталих бораца и комуниста формиран је батаљон Слобода (30-50 бораца), који се упркос терору окупатора и четника, одржао до доласка 10. херцеговачке бригаде у Херцеговину после пете непријатељске офанзиве. За то време батаљон Слобода извео је низ диверзија и напада на мања непријатељева упоришта.